# 조성희 (영화 감독)
조성희(1979년 2월 3일 ~ )는 대한민국의 영화 감독이자 각본가이다. 2009년, 영화 《남매의 집》으로 감독 데뷔하였다.

## 학력
- 수원고등학교
- 서울대학교 산업디자인과 학사
- 한국영화아카데미 25기

## 필모그래피
| 년도   | 작품명                   | 영문명            | 비고     |
| ------ | ------------------------ | ----------------- | -------- |
| 2009년 | 남매의 집                |                   | 단편영화 |
| 2009년 | 사사건건                 |                   |          |
| 2009년 | 따개비 루                |                   |          |
| 2011년 | 짐승의 끝                | End of Animal     |          |
| 2012년 | 늑대소년                 | A Werewolf Boy    |          |
| 2016년 | 탐정 홍길동: 사라진 마을 | Phantom Detective |          |
| 2020년 | 승리호                   | SPACE SWEEPERS    |          |

## 경력
- 2013년 제12회 미쟝센 단편 영화제 대표집행위원

## 수상
- 2009년 제35회 서울독립영화제 우수작품상 《남매의 집》
- 2009년 제8회 미쟝센 단편 영화제 절대악몽 최우수작품상 《남매의 집》
- 2009년 제8회 미쟝센 단편 영화제 대상 《남매의 집》
- 2009년 제62회 칸영화제 시네파운데이션부문 3등상 《남매의 집》
- 2009년 제10회 전주국제영화제 최우수작품상
- 2013년 제4회 올해의 영화상 몽블랑발견상 《늑대소년》
- 2013년 제49회 백상예술대상 영화부문 신인감독상 《늑대소년》
- 2013년 제5회 영국 테라코타 극동 영화제 커런트 아시안 시네마 관객상 《늑대소년》
- 2021년 제26회 《춘사영화제》 감독상 《승리호》